# 6669 Obi
6669 Obi este un asteroid din centura principală de asteroizi.

## Descriere
6669 Obi este un asteroid din centura principală de asteroizi. A fost descoperit pe 5 mai 1994 la Kitami de Kin Endate și Kazuro Watanabe. El prezintă o orbită caracterizată de o semiaxă mare de 2,20 ua, o excentricitate de 0,21 și o înclinație de 6,2° în raport cu ecliptica.